# Ајзенкова теорија личности
Ајзенкова теорија личности је тродимензионална теорија личности коју је створио британски психолог немачког порекла, Ханс Ајзенк. Ајзенкова теорија се фокусирала на темперамент — урођене, генетски засноване разлике личности. Он је веровао да је личност у великој мери вођена биологијом и сматрао је да људи имају две специфичне димензије личности: екстраверзија наспрам интроверзије и неуротицизам наспрам стабилности. Након сарадње са својом супругом и колегиницом теоретичарком личности, Сибил Ајзенк, додао је трећу димензију овом моделу: психотицизам наспрам социјабилности.

## Димензије теорије

### Екстраверзија (Е)
Прва димензија коју је Ајзенк увео у своју теорију је била димензија екстраверзија наспрам интроверзије. Екстраверт се обично описује као отворена, експресивна особа, али Ајзенкова дефиниција је доста сложенија. Екстраверзија је комбинација друштвености, импулсивности, неостварљивости, опште активности и отворене сексуалности. Сложена природа сваког фактора вишег реда може довести до неких разлика у теорији личности. Према Ајзенку, импулсивност повезана са екстраверзијом је највероватније наследна (темпераментна особина), док је већа вероватна да ће на аспект друштвености екстраверзије утицати на околину. Стога, можда, није изненађујуће што Ајзенк налази подршку за наследне утицаје на личност, док други, попут Кетела, налазе подршку за утицај околине. У зависности од тога како неко дизајнира своја питања и експерименте, особине компоненте унутар фактора вишег реда могу подржавати различите перспективе. Према његовој теорији, људи који имају високу особину екстроверзије су друштвени и отворени и лако се повезују са другима, док људи са високом цртом интроверзије имају већу будућност и сами себи треба да се надамо да ће се своје интеракције са другим.

### Неуротицизам (Н)
Неуротицизам или емоционалност карактеришу високи нивои негативних афекта као што су депресија и анксиозност. Неуротицизам, према Ајзенковој теорији, заснива се на праговима активације у симпатичком нервном систему или висцералном мозгу. Ово је део мозга који је одговоран за одговор „бори се или бежи“ у случају опасности. Активација се може мерити пулсом, крвним притиском, хладним рукама, знојењем и напетошћу мишића (нарочито на челу). Неуротични људи – који имају низак праг активације и који нису у стању да инхибирају или контролишу своје емоционалне реакције, доживљавају негативан афект (бори се или бежи) суочени са веома малим стресорима – лако су нервозни или узнемирени. Емоционално стабилни људи – који имају високе прагове активације и добру емоционалну контролу, доживљавају негативан утицај само у случају веома великих стресора – мирни су и прибрани под притиском.

### Психотицизам (П)
Психотицизам је повезан не само са могућношћу психотичне епизоде (или раскида са стварношћу), већ и са агресијом. Психотично понашање је укорењено у карактеристикама тврдоглавости, неприлагођености, безобзирности, непромишљености, непријатељства, беса и импулсивности. Физиолошка основа коју је Ајзенк предложио за психотицизам је тестостерон, са вишим нивоима психотицизма који су повезани са вишим нивоима тестостерона.

### Социјално пожељни одговори (Л)
Иако су прве 3 скале биле предвиђене на биолошки заснованој теорији личности, четврта скала није теоријски прецизирана у истој мери, али се сматрало да је концептуално јака у мери у којој би демонстрирала исти степен сличности мерења међу културама.

## Ајзенков упитник личности
Ајзенков упитник личности (енгл. Eysenck Personality Questionnaire) мери три главне димензије личности које чине већину варијанси личности. Ова мера се показала корисном за бројне примене у људским ресурсима, каријерном саветовању, клиничким окружењима и истраживању. Скале које мери ревидирани упитник су екстраверзија-интроверзија, неуротицизам и психотицизам са додатком скале социјално пожељних одговора. Дуга форма развијена је 1993. а кратка 2001. Оригинални упитник имао је 90 ајтема (Е: 21, Н: 23 и П:25, уз Л:21). Ревидирана краћа верзија садржи 48 ајтема, по 12 за сваку димензију.

## Криминално понашање
Ајзенк је поставио хипотезу да постоји повезаност између димензија његове теорије личности и делинквентног понашања. Сматрао је да висока Екстраверзија умањује могућност условљавања, што отежава формирање савести. Савест има улогу инхибирања антисоцијалних и аморалних понашања.
Што се тиче димензије Неуротицизма, сматрао је да је висок скор на овој димензији одговоран за агресивност, неспособност емпатије и неке пропсихопатске склоности које су описане унутар димензије Психотицизма. Висок Неуротицизам ствара људе упорнијима и криминал за њих постаје навика која се поткрепљује. Када се висок Неуротицизам јави са високом Екстраверзијом, долази до неспособности условљавања, што повећава вероватноћу за делинквентно понашање. Висок Психотицизам и Неуротицизам најбољи су кандидати за конституенте личности криминалца.
Истраживања су показала да је димензија Психотицизма стабилан и доследан предиктор антисоцијалног понашања, за разлику од Екстраверзије и Неуротицизма, који су недоследни. Висок Психотицизам је можда повезан са криминалним понашањем због тога што су људи тврдоглави и имају смањену сензитивност за кривицу. Психотицизам се такође показао као врло добар предиктор за криминогено понашање код млађих преступника, а истраживачи објашњавају овај налаз тиме да импулсивност опада са протоком времена. Ајзенк постулира да су високи скорови на све три димензије вероватан узрок делинквентног понашања.

## Види више
- Диференцијална психологија
- Ајзенков упитник личности